# جيرالد ريغان
جيرالد ريغان (بالإنجليزية: Gerald Regan)‏ (و. 1928  م) هو سياسي، ومحامي كندي، هو عضوٌ في الحزب الليبرالي الكندي.

## مناصب
تولى منصب رئيس وزراء نوفا سكوتيا ‏ (28 أكتوبر 1970–5 أكتوبر 1978)
- عضو مجلس نواب نوفا سكوشا (30 مايو 1967–18 فبراير 1980)
- عضو مجلس العموم الكندي (8 أبريل 1963–7 نوفمبر 1965)[5]

## التعليم
تعلم في كلية شوليتش للحقوق.